# دانشگاه ایالتی اوهایو

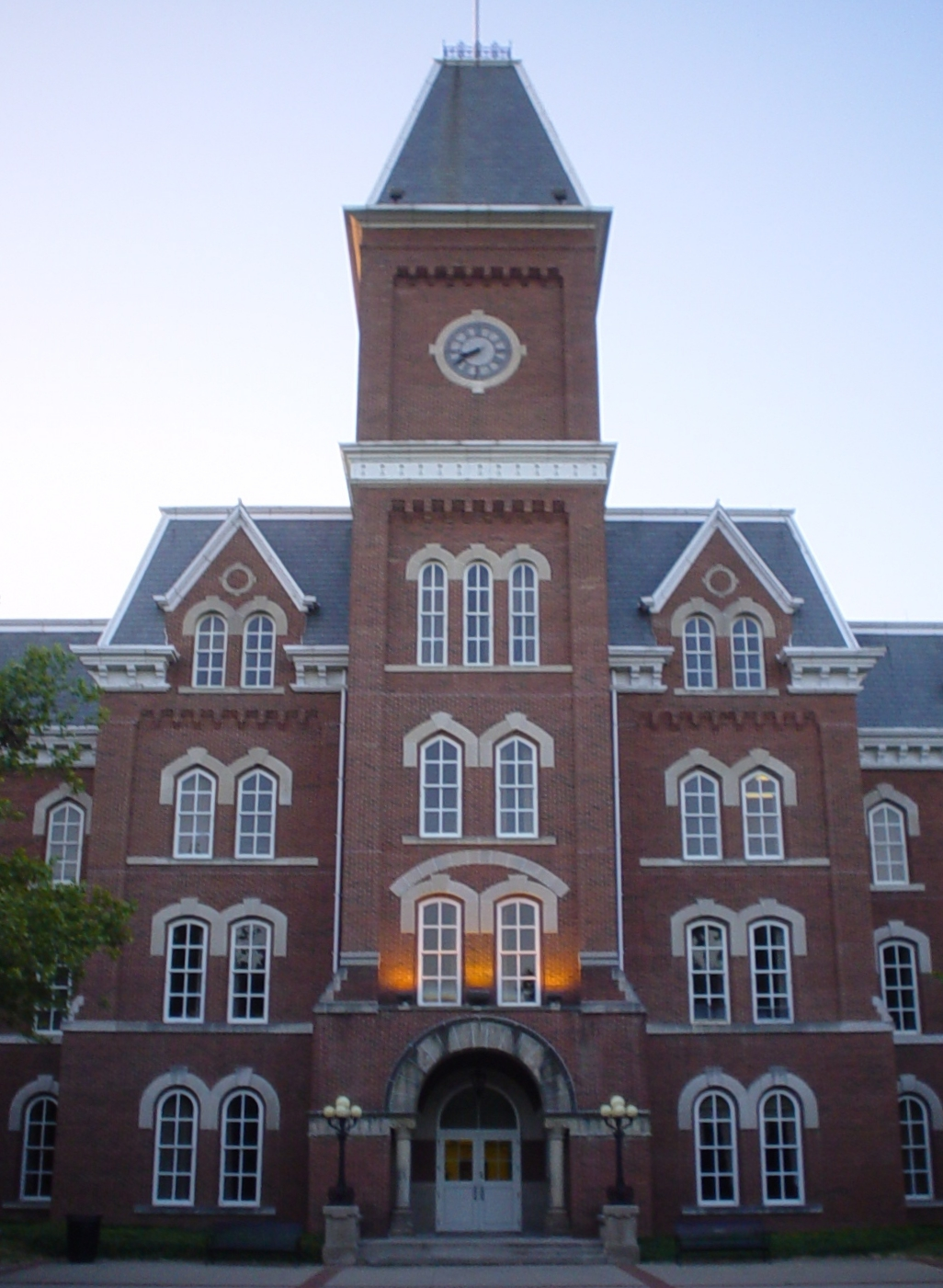
ساختمان یونیورسیتی هال دانشگاه

دانشگاه ایالتی اوهایو (به انگلیسی: Ohio State University) یک دانشگاه تحقیقاتی دولتی در کلمبوس واقع در ایالت اوهایو آمریکا است که در سال ۱۸۷۰ میلادی و پس از امضای قانون اعطای اراضی دولت به دانشگاه‌ها توسط آبراهام لینکلن بنیان‌نهاده شد.
همچنین این دانشگاه دارای بزرگ‌ترین محوطه پردیس پس از دانشگاه ایالتی آریزونا در سراسر ایالات متحده آمریکا است. این دانشگاه در بین دانشگاه‌های دولتی واقع در ایالت اوهایو دارای بهترین رده کیفیت می‌باشد. همچنین این دانشگاه در بین ۶۰ دانشگاه نخست آمریکا و همچنین ۱۵۰ دانشگاه نخست جهان قرار دارد.

## تاریخچه
فعالیت دانشگاه ایالتی اوهایو در سال۱۸۷۰، هنگامی که مجمع عمومی اوهایو، کالج مکانیک و کشاورزی را بنیان نهاد، آغاز شد. تأسیس این کالج با امضای قانونقانون اعطای زمین توسط لینکلن در ۱۰ ژوئیه ۱۸۶۲ میسر شد. تأسیس این دانشگاه با اهداف جدیدی که از آموزش در زمان تأسیس این دانشگاه مطرح شد، به یک موضوع جنجالی بین سیاستمداران، فرهیختگان و مردم تبدیل شد. گروهی در آن زمان معتقد بودند که دانشگاه فقط باید به آموزش مکانیک و کشاورزی اختصاص یابد و گروهی دیگر خواستار اجرای برنامهٔ وسیع تری بودند. جوزف سولیوانت (به انگلیسی: Joseph Sullivant)، عضو اولین هیئت مدیره دانشگاه، ایدهٔ دوم را پیش برد.
در ۱۷ سپتامبر ۱۸۷۳، برای اولین بار ۲۴ دانشجو در مزرعهٔ قدیمی نایل(به انگلیسی: Nile) در ۲ مایلی شمال کلمبوس(به انگلیسی: Columbus) در کلاس های درس شرکت کردند و دانشگاه رسماً آغاز بکار کرد. در سال ۱۸۷۸، نام دانشگاه به «دانشگاه ایالتی اوهایو» تغییر پیدا کرد. در همان سال اولین گروه دانشجویان از این دانشگاه فارغ‌التّحصیل شدند.
در سال۱۹۵۰، انجمن ورزش دانشگاه ایالتی اوهایو به نام بوکی (به انگلیسی: Buckey) که نام درختی بومی در منطقه اوهایو است، نامگذاری شد. گاهی از این درخت و میوهٔ آن نیز به عنوان سمبل این دانشگاه استفاده می‌شود.

## رنکینگ
در رتبه‌بندی دانشگاهی کیواس در سال ۲۰۲۰، دانشگاه ایالتی اوهایو در رتبه صد ویکم در دنیا و رتبه سی ام در آمریکا قرار گرفته‌است. همچنین در رتبه‌بندی تایمز در سال ۲۰۲۰، این دانشگاه رتبه هفتادم را در بین دانشگاه‌های جهان از آن خود کرده‌است.

## پردیس‌ها

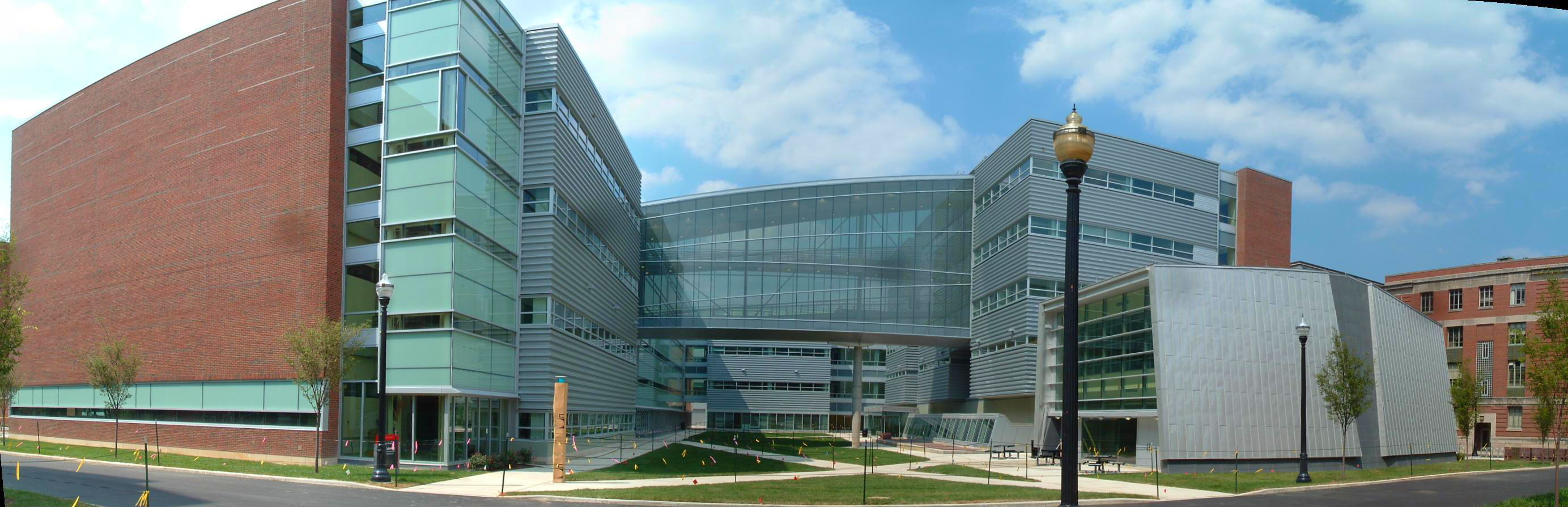
نمایی از یکی از ساختمانهای علمی دانشگاه

هم‌اکنون مساحت دانشگاه۶۲۱۰ هکتار است که شامل ۸۶۳ ساختمان می‌باشد؛ پردیس کلمبوس که پردیس اصلی می‌باشد با مساحت۷۰ هکتار دارای ۴۲۴ ساختمان می‌باشد.

## کتابخانه
| عنوان             | تعداد      |
| ----------------- | ---------- |
| کتاب              | ۶٬۰۰۰٬۰۰۰+ |
| مقالات            | ۴۵٬۰۰۰+    |
| میکروفیلم         | ۶٬۰۰۰٬۰۰۰+ |
| اسناد دولتی       | ۳۰٬۰۰۰+    |
| فایل‌های کامپیوتری | ۱۵٬۰۰۰+    |
| نوشته‌های خطی      | ۳۰٬۰۰۰+    |
| کارتوگرافیک       | ۲۳۰٬۰۰۰+   |
| گرافیک            | ۲٬۵۰۰٬۰۰۰+ |
| مالتی‌مدیا         | ۵۵٬۰۰۰+    |

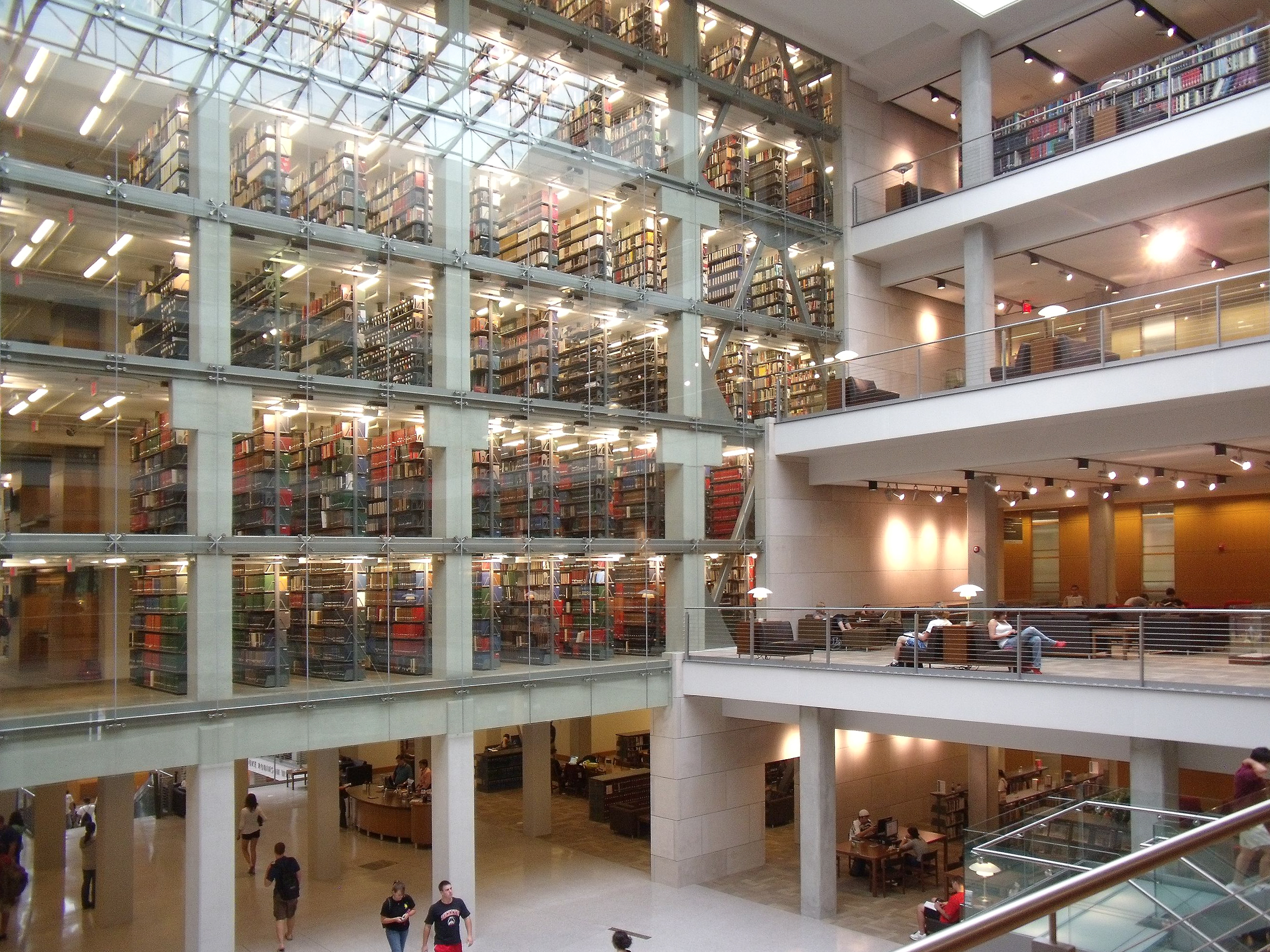
قسمت شرقی کتابخانه ویلیام آکسلی تامپسون مموریال

کتابخانه‌های این دانشگاه شامل کتابخانهٔ مرکزی، کتابخانه‌های دانشکده‌ها، کتابخانهٔ حقوق موریتس(به انگلیسی: Michael E. Moritz Law Library) و کتابخانه‌های علوم پزشکی می‌باشند و در مجموع در حدود ۶ میلیون جلد کتاب دارند و تقریباً ۴۳٬۰۰۰ مقاله دریافتی در آرشیو این کتابخانه‌ها موجود است. همهٔ این کتابخانه‌ها همچنین عضو اوهایو لینک می‌باشند که این لینک، یک شبکهٔ اطلاعاتی و کتابخانه‌ای گسترده می‌باشد که کتابخانه‌های کالجهای آکادمیک عمدهٔ اوهایو و کتابخانه‌های ایالتی را به هم مرتبط می‌کند. کتابخانهٔ مرکزی کتابهایی در زمینه علوم انسانی، علوم اجتماعی و علوم سیاسی دارد. این بخش شامل کتابهای مرجع، سندهای دولتی و مجموعه‌های خاص دیگر می‌باشد.
از طریق وبگاه کتابخانه حقوق موریتس امکان دسترسی کلیه دانشجویان به کلیه اسناد حقوقی، اساسنامه‌ها، قوانین ایالتی و ملی میسر می‌باشد. دانشجویان فارغ‌التحصیل شده تا ۶ ماه پس از اتمام دوره تحصیلی نیز می‌توانند از از کتابخانه استفاده کنند. پس از این مدت دانشگاه دسترسی آنها را به سیستم جامع کالج‌های حقوق آمریکا متوقف می‌سازد.
اتاق نقشه دانشگاه که در کتابخانه مرکزی واقع است، مجموعهٔ گلچین شده‌ای از نقشه‌های زمین‌شناسی کشور آمریکا را در خود جای داده‌است. این مرکز همچنین شامل تصاویر هوایی و عکسهایی از خطوط ساحلی و دریاچه‌های آمریکا و نقشه‌های مسیرهای هوانوردی و دریانوردی در محدوده این کشور است. این مرکز همچنین مجموعه گسترده‌ای از نقشه‌های شهرهای آمریکا در طول تاریخ را شامل می‌شود.
کتابخانهٔ پزشکی دانشگاه که در بیمارستان شرقی واقع است، کتب مرتبط با بیماری‌ها، مراقبت‌های پزشکی بیماران و خانواده‌های آنها و وسایل و ابزارآلات پزشکی را فراهم می‌کند. این کتابخانه مجموعه‌های از کتب چاپی پزشکی و نشریات مرتبط را شامل می‌شود.
کتابخانه سراسری بیمارستان کودکان که در بیمارستان کودکان دانشگاه اوهایو قرار دارد، شامل منابعی در ارتباط با بیماریهای دوران خردسالی، جرّاحی‌های خاص این سنین، آموزش مربیان کودک، مدیریت بیمارستانهای کودکان، داروهای مخصوص و وسایل مرتبط با بهداشت کودکان و خانواده‌هایشان می‌باشد.
کتابخانه اطلاعات سلامت یک مرکز اطلاع‌دهی همگانی است که مدیریت کتابخانه‌های علوم پزشکی اوهایو با تأسیس آن سعی در اطلاع‌دهی نکات بهداشتی و پاسخ دادن به سوالات پزشکی مردم عادی و دانشجویان دانشگاه دارد.
افراد می‌توانند با مراجعه حضوری به طبقه پنجم مرکز پزشکی در دانشگاه اوهایو، برقراری تماس تلفنی با شماره تلفن:۲۹۳–۳۷۰7 (۶۱۴) یا ارسال نامه الکترونیکی به نشانی health-info@osu.edu یا درج سوالاتشان در وبگاه از راهنمایی‌های پزشکی مشاوران این مرکز بهره برند.
کتابخانه هنرهای زیبا شمال منابعی در مورد کلیّهٔ هنرهای بصری رایج؛ شامل تارخ هنر، آموزش هنر و هنرهای استودیویی می‌باشد. بخش مرجع شامل منابع متعدد کتابشناسی، بروشورها، فرهنگ لغات هنر و دانشنامه‌های هنری می‌باشد. منابع موجود در کتابخانه هنر برای استفاده عموم آزاد است؛ اما این منابع می‌بایست که فقط در درون ساختمان کتابخانه مورد مطالعه قرار گیرند. این کتابخانه در مجاورت مرکز وکسنر (به انگلیسی: Wexner Center) و در پردیس کلمبوس واقع شده.
کتابخانه‌های این دانشگاه کتب چاپی را که از سال۱۹۸۰ تاکنون به چاپ رسیده‌اند و نشریاتی که از سال۱۹۶۰ تاکنون منتشر شده‌اند را در اختیار متقاضیان قرار می‌دهد. گفتنی است که کتب و نشریات قبل از تاریخ‌های فوق به صورت فایلهای کامپیوتری و مالتی‌مدیا عرضه می‌شوند. کلیه کتب فرهنگ لغت، کتب راهنما و رساله‌ها، منابع آماری و کتب اصلی پزشکی جزء منابع مرجع طبقه‌بندی شده و به‌صورت امانت در اختیار کاربران قرار نمی‌گیرد.
مدیریت مجموعه کتابخانه‌های دانشگاه اوهایو از هر نوع کمک نقدی و غیر نقدی که منجر به افزودن مجموعه کتب کتابخانه‌ها شود استقبال کرده و دانشجویان و استادان را به این کار تشویق می‌کند.

## کالج مهندسی
از معروفترین کالج‌های این دانشگاه کالج مهندسی است که در میان ۱۰ کالج برتر مهندسی آمریکا قرار دارد. این کالج شامل ۱۲ دانشکده: مهندسی هوا-فضا، مهندسی شیمی، مهندسی پزشکی، مهندسی کشاورزی و زیست‌شناسی، مهندسی راه‌وساختمان، مهندسی کامپیوتر، مهندسی مکانیک، مهندسی برق و الکترونیک، مهندسی صنایع، مهندسی علم مواد و مهندسی جوش است. از این کالج سالانه حدود ۱۰۰۰ دانشجوی لیسانس، ۴۰۰ دانشجوی فوق لیسانس و ۱۰۰ دانشجوی دکترای پیوسته فارغ‌التحصیل می‌شوند.

### دانشکده مکانیک
دانشکده مکانیک در سال۱۸۸۱ تأسیس شد. این دانشکده برای مدت صد سال توانست بهترین کیفیت آموزشی را در میان دانشکده‌های مکانیک در آمریکا را به خود اختصاص دهد. علاوه بر ارائه مدرک لیسانس به دانش‌آموختگان مکانیک، این دانشکده قادر به اعطای مدارک فوق لیسانس و دکترا به دانش‌آموختگان رشته‌های مهندسی مکانیک و مهندسی هسته‌ای است. این دانشکده دارای بخشی مجزا است که وسایل و امکاناتی را که مورد نیاز فعالیتهای آموزشی و تحقیقاتی دانشکده است شناسایی و در جهت تأمین آنها اقدام بعمل می‌آورد. این بخش زیر نظر سازمان تجهیز امکانات دانشگاه‌های آمریکا فعالیت می‌کند و تأمین بودجه می‌شود. این دانشکده تنها دانشکده در میان دانشکده‌های دانشگاه‌های ایالت اوهایو می‌باشد که توانسته تمام جوایز آموزشی متعلق به هیئت مدیره دانشگاه‌های ایالت اوهایو را از آن خود کند. این جوایز عبارتند از:
- (the Academic Challenge (1988
- (the Program Excellence 1984 and (1987
- (the Ohio Eminent Scholar (1987

واحدهای ارائه شده برای دانشجویان دورهٔ کارشناسی این دانشکده عبارتند از:۹ واحد مکانیک مهندسی، ۶ واحد مهندسی برق، ۸ واحد گرافیک، ۹ واحد مکانیک مهندسی، ۶ واحد مهندسی صنایع، ۳ واحد علم مواد، ۲۴ واحد ریاضیات، ۱۵ واحد فیزیک، ۶۰ واحد مهندسی مکانیک، ۱۵ واحد انتخابی فنی، ۳۸ واحد آموزشی عمومی.
واحدهای اختصاصی مهندسی مکانیک در ۴ زمینهٔ مکانیک کاربردی، طراحی و ساخت، سیستمهای دینامیکی، سیالات و تبدیل انرژی ارائه می‌شود.

### دانشکده مهندسی پزشکی
دانشکده مهندسی پزشکی دانشگاه اوهایو در سال۱۹۷۱ تأسیس شد. در ابتدا عمده فعالیت این دانشکده مربوط به ارتباط میان رشته‌های پزشکی و مهندسی بود. این دانشکده از بدو تأسیس تاکنون توانسته بیش از ۳۵۰ فارغ‌التحصیل داشته باشد. این فارغ‌التحصیلان دانشجویانی بوده‌اند که از سایر رشته‌های مهندسی و پزشکی جذب این رشته شده‌اند. در سال۲۰۰۸ اولین گروه از دانشجویان تخصصی این رشته شروع به تحصیل در مقطع لیسانس کردند. گزینش جنسیتی دانشجویان این دانشکده بر اساس ۷۰٪ مرد به ۳۰٪ زن است. این دانشکده مقررات سخت‌گیرانه‌ای برای بورسیه کردن دانشجویان در نظر گرفته. دانشجویان متقاضی باید میانگین نمره ۸۸ را از ۱۰۰ کسب کنند. در سال۲۰۰۸ از بین ۱۲۵ متقاضی کسب بورسیه، تنها ۱۹ نفر موفق به کسب آن شدند.

## کالج پزشکی و دامپزشکی
مرکز علوم پزشکی دانشگاه شامل دانشکده‌های دندانپزشکی، داروسازی، پرستاری، بینایی سنجی، انبارداری دارو و دامپزشکی می‌باشد. مرکز پزشکی این مؤسسه مجهز به یک بیمارستان فوق‌تخصصی می‌باشد. مرکز جامع سرطان و بیمارستان سرطان، بیمارستان قلب، مرکز توانبخشی، مرکز روان‌پزشکی و درمانگاه سیار می‌باشد.

## نگارخانه

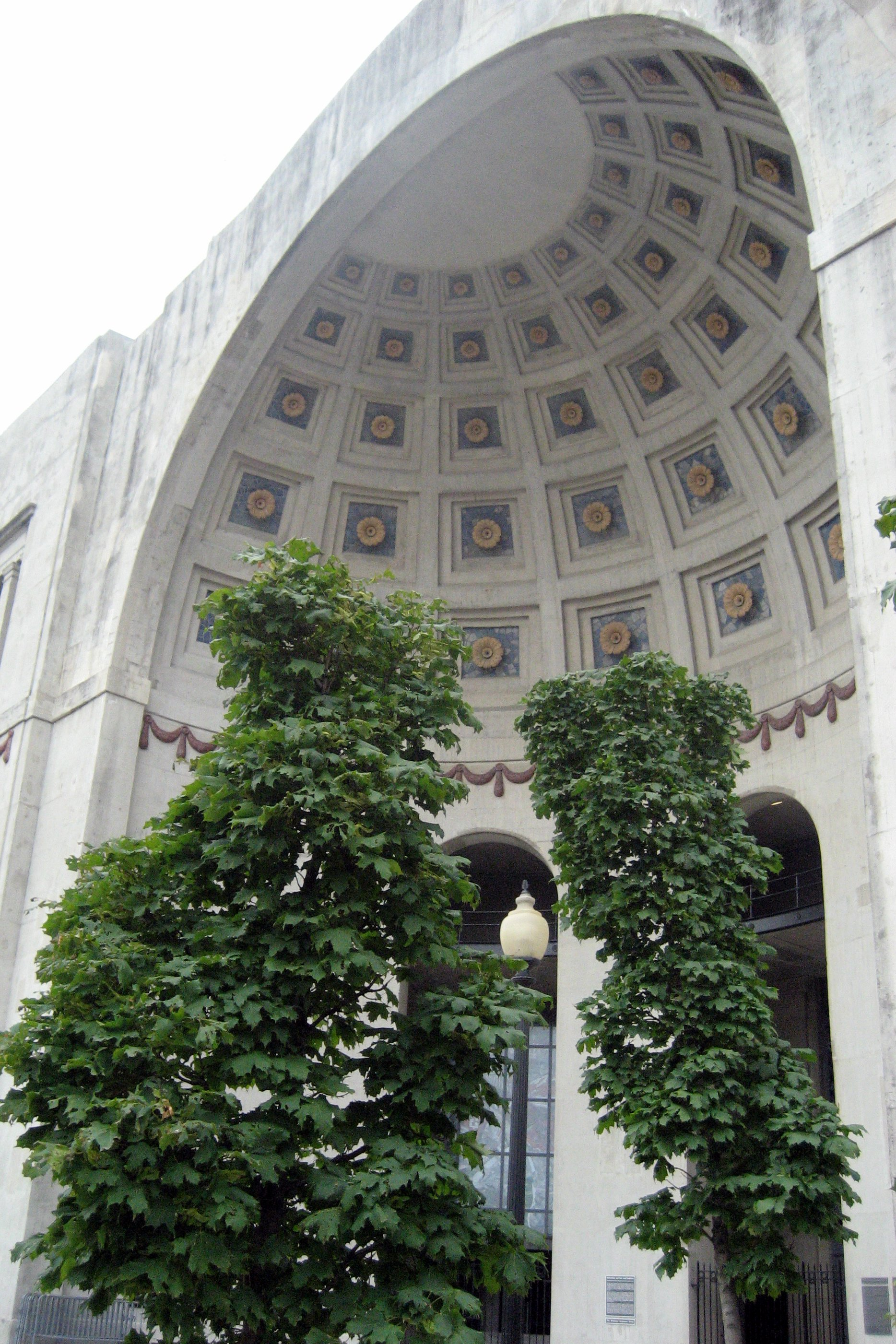
ورودی به استادیوم مرکزی دانشگاه
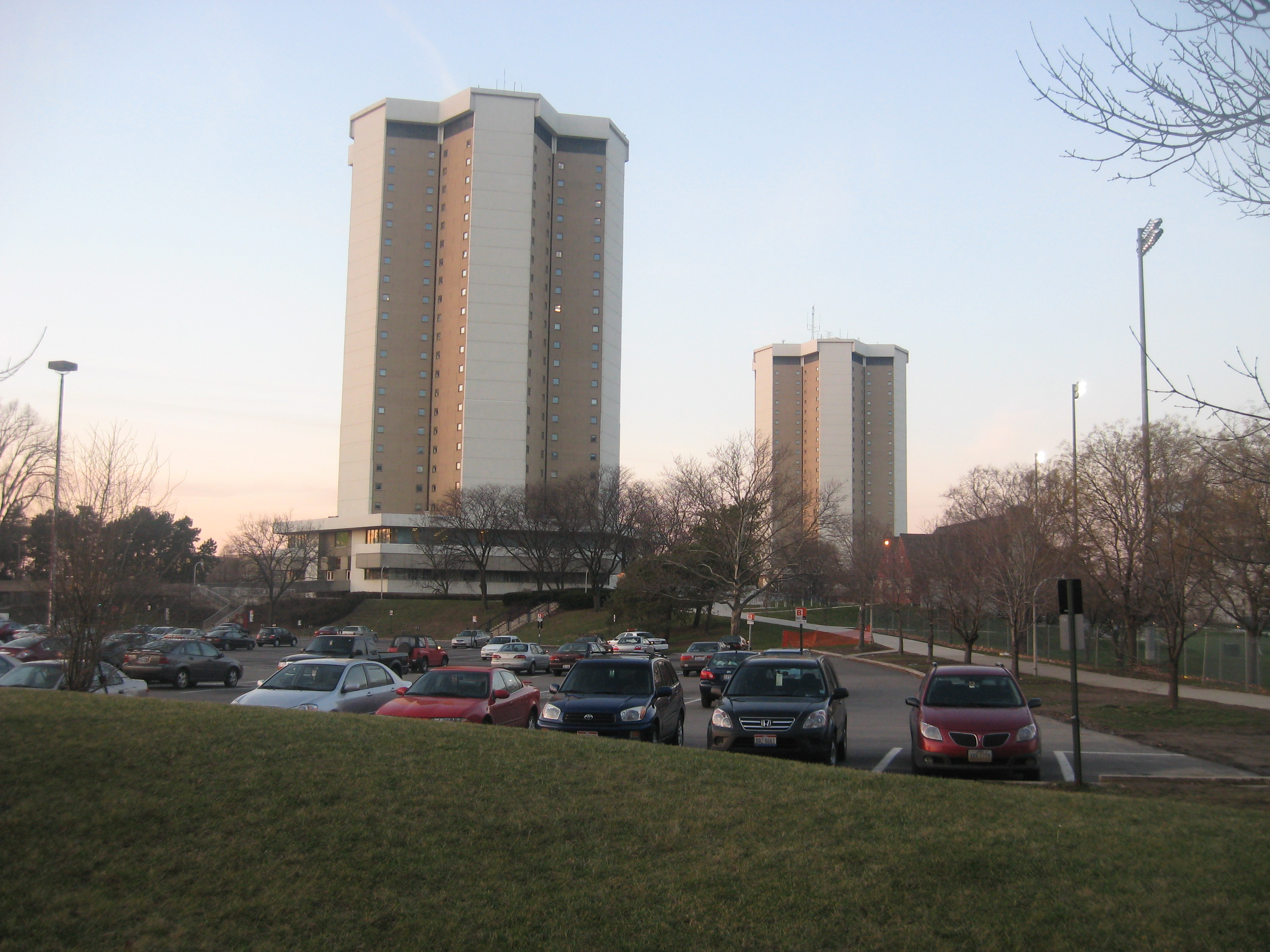
خوابگاه‌های موریل و لینکلن
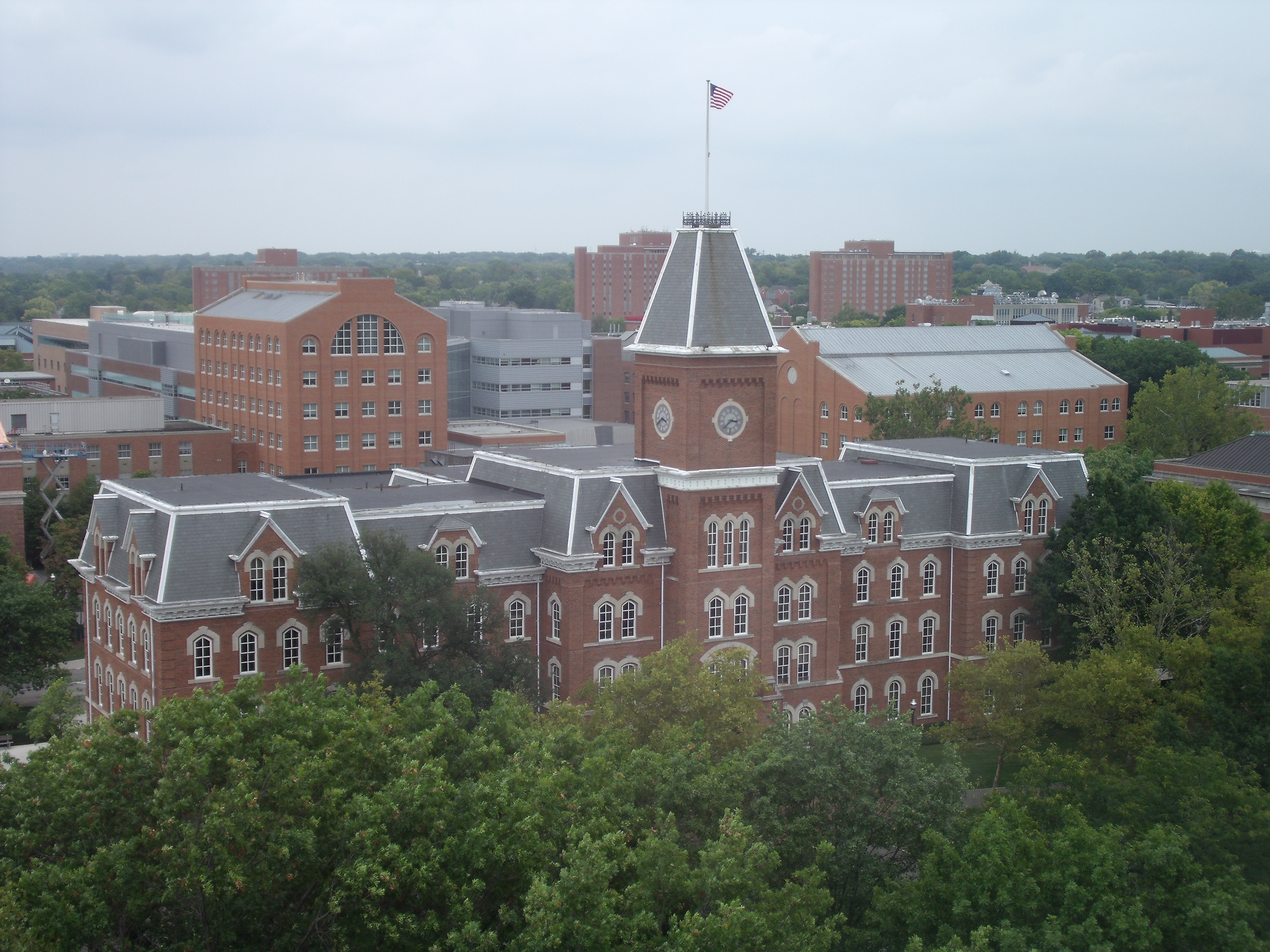
ساختمان ریاست مرکزی دانشگاه
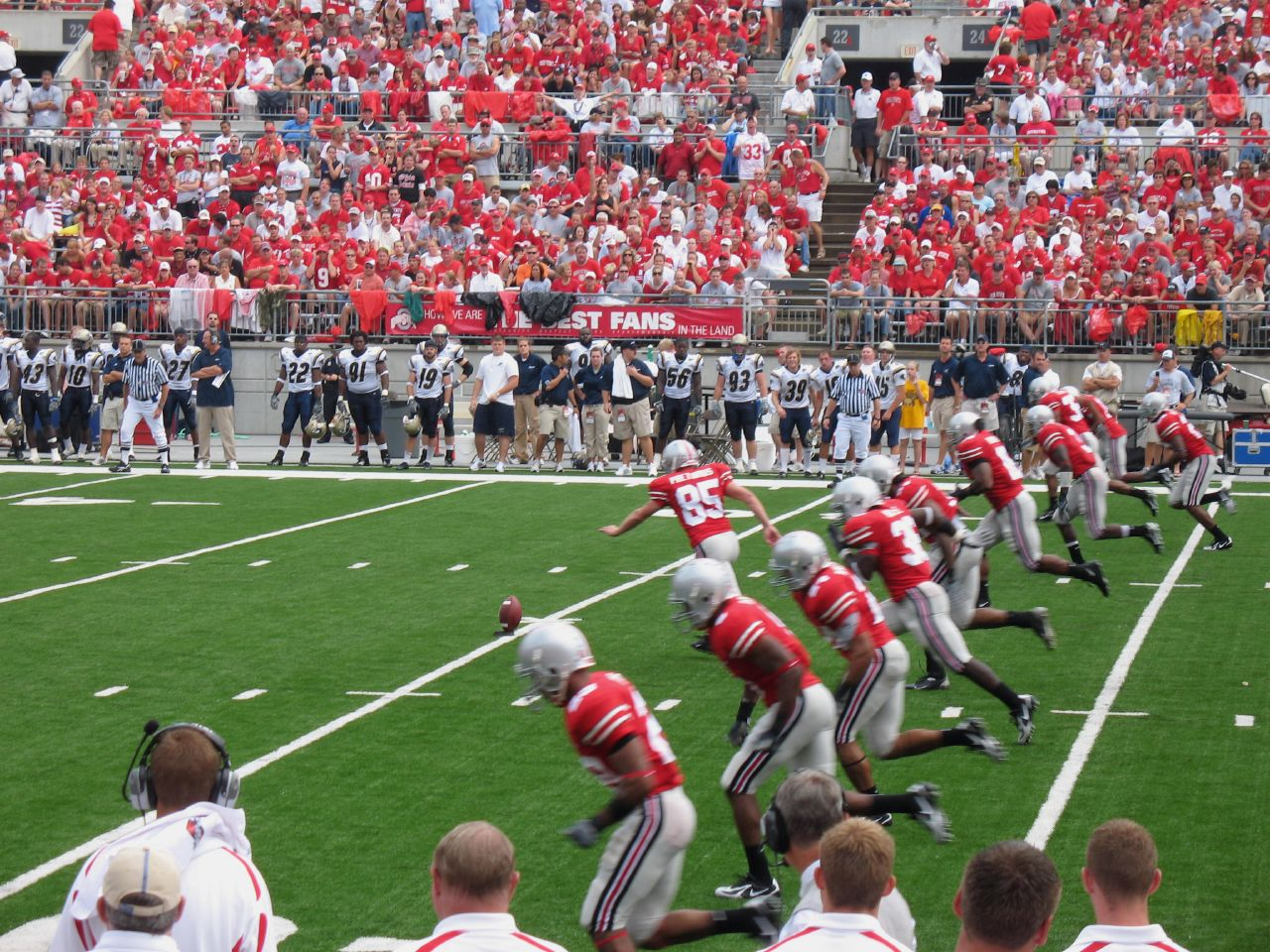
تیم فوتبال آمریکایی دانشگاه در سطوح ملی دارای اعتبار بالاییست.

## ورزش
ورزشگاه اوهایو این دانشگاه ۱۰۲۰۰۰ نفر ظرفیت دارد.